# Av HaRahamim
Av Harahamim (hébreu : אב הרחמים « Père de Miséricorde ») est une prière juive composée à la mémoire et glorification des victimes juives des croisades, mortes en sanctifiant le Nom divin.

## Historique de la prière
Le 27 novembre 1095, le pape Urbain II lance l’appel de Clermont qui déclenche la première Croisade. Nombre de groupes armés se forment mais tous n’atteignent pas Jérusalem et préfèrent pourfendre les « infidèles » à leur portée. Les Juifs sont non seulement tenus pour responsables de la crucifixion, ils auraient été à l’instigation du refus des Seljoukides de laisser les chrétiens se rendre en pèlerinage. Une rumeur prétend que Godefroy de Bouillon aurait « juré de ne pas partir en Croisade avant de venger le sang du Christ, de sorte qu’il ne restera pas [de Juifs] en vie derrière lui ». Les communautés de la vallée du Rhin, dont les grands centres juifs de Worms, Spire et Mayence, sont les premières et les plus sévèrement touchées. Les communautés du nord de la France sont frappées à leur tour ainsi qu’au cours de la seconde Croisade.
Les massacres des Juifs au cours des Croisades laissent une trace profonde et durable dans l’esprit des contemporains et de leurs descendants, donnant notamment lieu aux chroniques de Salomon bar Siméon et Eliézer bar Nathan, au Yizker Buch d’Ephraïm de Bonn, à l’une des plus célèbres décisions de Guershom de Mayence ainsi qu’à de nombreuses selihot (pièces liturgiques pénitentielles), kinot (élégies lues pour la plupart le 9 av), et à la prière Av HaRahamim.
Av Harahamim semble avoir été rédigée au moment des faits ou très peu après. Le texte porte en effet dans sa première version une supplique « qu’Il venge de nos jours sous nos yeux le sang de Ses serviteurs versé » ; les mots de nos jours sous nos yeux seront ultérieurement omis.

## Texte de la prière
| Traduction française                                            | Transcription                                      | Hébreu                              |
| --------------------------------------------------------------- | -------------------------------------------------- | ----------------------------------- |
| Le Père de Miséricorde résidant dans les hauteurs               | Av HaRahamim shokhen ba'meromim                    | אָב הָרַחֲמִים שׁוכֵן בַּמְרומִים              |
| dans Sa grande miséricorde                                      | Bè'ra'hamav ha'atzoumim                            | בְּרַחֲמָיו הָעֲצוּמִים                      |
| Il traitera avec miséricorde                                    | Hou yifkod be'Ra'hamim                             | הוּא יִפְקוד בְּרַחֲמִים                    |
| les pieux, les droits et les innocents                          | Ha'hassidim vè'hayèsharim vè'hatèmimim             | הַחֲסִידִים וְהַיְשָׁרִים וְהַתְּמִימִים            |
| les communautés saintes, qui sacrifièrent leur vie              | Kehilot ha'kodesh shèmasrou nafsham                | קְהִלּות הַקּדֶשׁ שֶׁמָּסְרוּ נַפְשָׁם               |
| pour la sanctification du Nom                                   | al Keddoushat hashem                               | עַל קְדֻשַּׁת הַשֵּׁם                         |
| Ils furent aimés et plaisants en leur vie.                      | Ha'nè'èhavim vè'hanè'ïmim bè'hayèhem               | הַנֶּאֱהָבִים וְהַנְּעִימִים בְּחַיֵּיהֶם             |
| Et en leur mort, ils ne furent pas séparés (n'abjurèrent pas).  | Ouvemotam lo nifradou                              | וּבְמותָם לא נִפְרָדוּ                     |
| Ils furent plus vifs que des aigles et plus forts que des lions | Mi'nesharim kalou ou'me'arayot gaverou             | מִנְּשָׁרִים קַלּוּ וּמֵאֲרָיות גָּבֵרוּ             |
| pour réaliser la volonté de leur Créateur,                      | La'assot retzone qonam                             | לַעֲשׂות רְצון קונָם                     |
| et le désir de leur Modèle.                                     | ve'hèfetz tzouram                                  | וְחֵפֶץ צוּרָם                           |
| Que notre Dieu Se rappelle d'eux en bien.                       | Yizkereïm elohenou lè'tovah                        | יִזְכְּרֵם אֱלהֵינוּ לְטובָה                  |
| avec les autres justes du monde.                                | 'Im she'ar tzaddikei 'olam                         | עִם שְׁאָר צַדִּיקֵי עולָם.                  |
| et puisse-t-Il venger le sang versé de Ses serviteurs           | ve'yinqom lè'eïnenou niqmat dam 'avadav hashafou'h | וְיִנְקום לְעֵינֵינוּ נִקְמַת דַּם עֲבָדָיו הַשָּׁפוּךְ. |
| ainsi qu'il est écrit dans la Torah de Moïse, l'homme de Dieu : | kakatouv bèTorat Moshè, Ish HaElohim               | כַּכָּתוּב בְּתורַת משֶׁה אִישׁ הָאֱלהִים          |
| "Ô nations, faites réjouir Son peuple                           | Harninou goyim amo                                 | הַרְנִינוּ גויִם עַמּו                     |
| car Il vengera le sang de Ses serviteurs                        | ki dam avadav yikom                                | כִּי דַם עֲבָדָיו יִקּום                    |
| et rendra la vengeance à Ses ennemis                            | Ve'nakom yashiv le'tzarav                          | וְנָקָם יָשִׁיב לְצָרָיו                     |
| et pardonnera à Sa terre et à Son peuple".                      | vekhiper admato amo                                | וְכִפֶּר אַדְמָתו עַמּו                      |
| Et de la main de Tes serviteurs, les prophètes, il est écrit :  | Vè'al yedei 'vadekha haNeviim katouv lèmor         | וְעַל יְדֵי עֲבָדֶיךָ הַנְּבִיאִים כָּתוּב לֵאמר     |
| "Et bien que J'absolve, leur sang Je n'absoudrai pas            | Vèniqiti damam lo niqiti                           | וְנִקֵּיתִי דָּמָם לא נִקֵּיתִי                 |
| Lorsque YHWH réside à Sion"                                     | VèAdonaï sho'khen beTzion                          | וַיהוָה שׁכֵן בְּצִיּון                     |
| Et dans les Saints Ketouvim, il est dit :                       | Oubèkhitvei hakodesh ne'emar                       | וּבְכִתְבֵי הַקּדֶשׁ נֶאֱמַר                    |
| "Pourquoi les nations diraient-elles 'Où est leur Dieu?         | Lama yomèrou hagoyim ayè Eloheihem                 | לָמָּה יאמְרוּ הַגּויִם אַיֵּה אֱלהֵיהֶם          |
| Qu'il soit fait connaître aux nations à nos vues                | Yivada bagoyim lè'eïnenou                          | יִוָּדַע בַּגּויִם לְעֵינֵינוּ                  |
| que Tu venges le sang versé de Tes serviteurs".                 | Niqmat dam 'avadekha hashafoukh                    | נִקְמַת דַּם עֲבָדֶיךָ הַשָּׁפוּךְ                 |
| Et il [est] dit : "Car Lui qui demande compte pour les sangs    | Vèomer, ki doresh damim                            | וְאומֵר, כִּי דורֵשׁ דָּמִים                 |
| S'en souvient                                                   | Otam zakhar                                        | אותָם זָכָר                            |
| Il n'a pas oublié pas la plainte des humbles".                  | Lo shakha'h tza'aqat anavim                        | לא שָׁכַח צַעֲקַת עֲנָוִים                   |
| Et il [est] dit :                                               | Vèomer                                             | וְאומֵר                               |
| "Il jugera sur les peuples plein de cadavres                    | Yadin bagoyim malè guèviot                         | יָדִין בַּגּויִם מָלֵא גְוִיּות                |
| écrasant le(s) prince(s) de grandes terres;                     | Ma'hatz rosh 'al eretz rabba                       | מָחַץ ראשׁ עַל אֶרֶץ רַבָּה                  |
| du fleuve sur le chemin il boira                                | Mina'hal baderekh yishtè                           | מִנַּחַל בַּדֶּרֶךְ יִשְׁתֶּה                      |
| et après il dressera la tête".                                  | 'al ken yarim rosh                                 | עַל כֵּן יָרִים ראשׁ                      |

## Place de Av HaRahamim dans le rite
Av HaRahamim se trouve dans tous les siddourim ashkénazes orthodoxes et est récitée hebdomadairement lors de l'office du Shabbat, avant de rentrer le Sefer Torah dans l’Aron hakodesh et de commencer l'office de Moussaf. On ne le récite pas aux shabbat précédant la néoménie, à l'exception de ceux des mois d’iyar et sivan, ni aux shabbat des quatre parashiot (Shekalim, Zakhor, Para et Parashat HaHodesh). Selon le rite juif allemand, on ne récite Av HaRahamim qu'au shabbat précédant Shavouot et à celui précédant Tisha BeAv.
L'office de Yizkor, qui se tient quatre fois par an, se termine par Av Harahamim, afin de prier pour les âmes de tous les martyrs Juifs.